# Eyprepocnemis perbrevipennis
Eyprepocnemis perbrevipennis är en insektsart som beskrevs av Bi, D. och Wei Ying Hsia 1984. Eyprepocnemis perbrevipennis ingår i släktet Eyprepocnemis och familjen gräshoppor. Inga underarter finns listade i Catalogue of Life.